# Шевченко, Александр Тихонович
Александр Тихонович Шевченко (27 октября 1924, Ямполь, Киевская губерния — 6 июля 2021, Киев) — советский деятель, министр промышленности строительных материалов Украинской ССР. Депутат Верховного Совета УССР 10—12-го созывов. Член Ревизионной комиссии КПУ (1986—1990).

## Биография
Родился 27 октября 1924 года в селе Ямполь Чернобыльского района Киевской губернии (ныне снятый с учёта населённый пункт Киевской области) в крестьянской семье.
С 1943 года — служба в Красной армии. Участник Великой Отечественной войны.
Окончил Днепропетровский инженерно-строительный институт.
В 1947—1951 годах — начальник отдела, начальник цеха Новоиерусалимского кирпичного завода Московской области.
В 1948 году вступил в ВКП(б).
В 1951—1955 годах — сменный мастер, начальник цеха Кудиновского завода керамических блоков Московской области.
В 1955—1968 годах — директор Демуринского завода огнеупорных изделий Днепропетровской области; директор Криворожского завода силикатного кирпича; директор Днепропетровского завода стеновых материалов; управляющий Днепропетровским трестом стройматериалов.
В 1968—1979 годах — начальник Главного управления промышленности строительных материалов УССР; заместитель министра промышленности строительных материалов Украинской ССР; начальник отдела Госплана УССР.
23 ноября 1979 — 1990 году — министр промышленности строительных материалов Украинской ССР.
С 1990 года — экономический советник Министерства (затем Государственной корпорации) промышленности строительных материалов Украины.
Скончался на 97-м году жизни 6 июля 2021 года. Похоронен вместе с женой на Байковом кладбище Киева (участок № 31).

## Награды
- Дважды орден Трудового Красного Знамени;
- Орден Отечественной войны 2-й степени (1985);
- медали.